# 일본 알프스

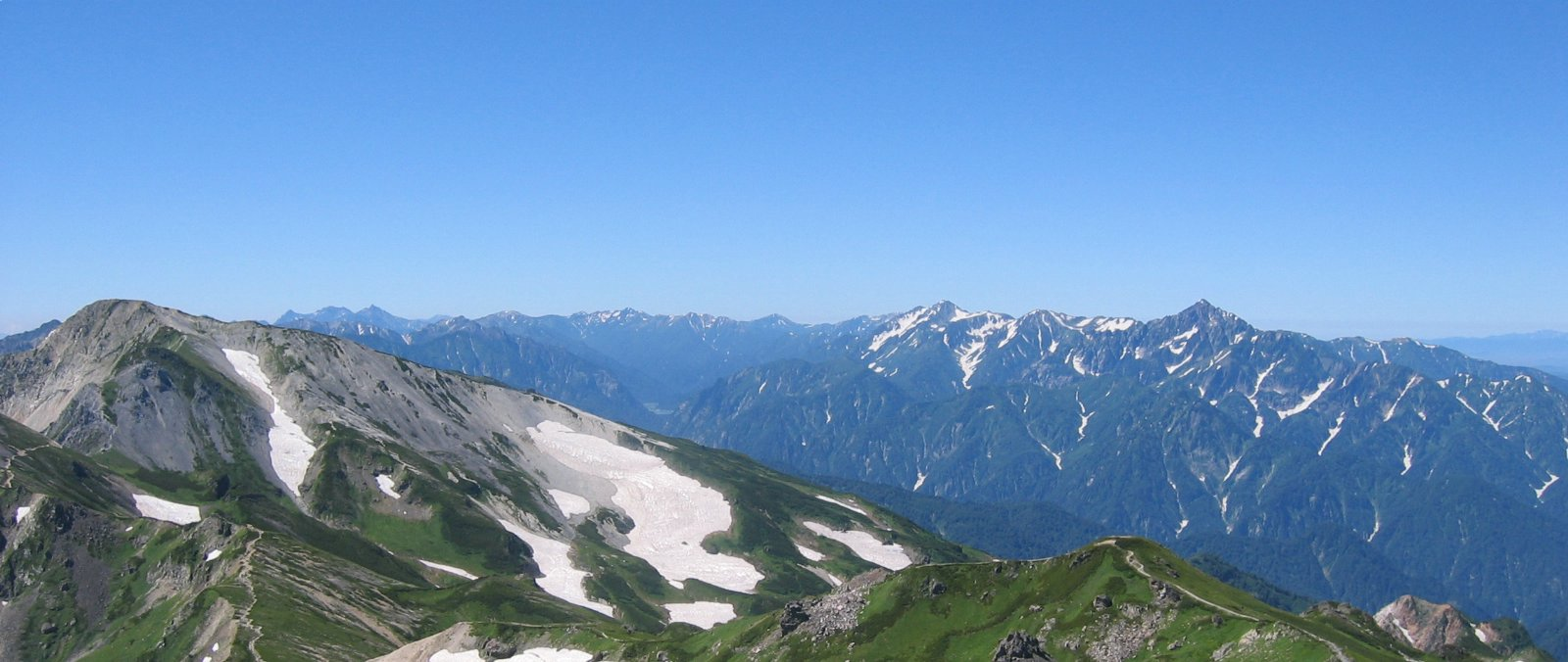

일본 알프스(일본어: 日本アルプス 니혼아루푸스[*])는 주부 지방에 있는 히다산맥(飛騨山脈), 기소산맥(木曽山脈), 아카이시산맥(赤石山脈)의 별명이다.
메이지 시대에 영국인들이 알프스산맥과 비슷하다고 해서 명명한 것이 처음이다.
나가노현과 기후현 및 도야마현의 경계에 있는 히다산맥은 "북 알프스", 나가노현 남부에 있는 기소산맥은 "중앙 알프스", 그리고 나가노현과 야마나시현 및 시즈오카현의 경계에 있는 아카이시산맥은 "남 알프스"라고 불린다.
모두 해발 2000m를 넘는 산들이 남북쪽으로 늘어서 있으며, 특히 아카이시산맥에는 3,000m를 넘는 산이 집중하고 있다. 따라서 "일본의 지붕"이라고도 한다.

## 같이 보기
- 미나미알프스시
- 미나미알프스 국립공원